# Çaycuma
Çaycuma ist eine Stadt und Hauptort des gleichnamigen Landkreises der türkischen Provinz Zonguldak in der Schwarzmeerregion. Die Stadt liegt 45 Kilometer (Luftlinie: 23 km) östlich der Provinzhauptstadt Zonguldak an der Fernstraße D010. Der Fluss Filyos Çayı fließt durch die Stadt und mündet etwa 16 km weiter nördlich ins Schwarze Meer. Laut Stadtsiegel erhielt Çaycuma bereits 1889 den Status einer Belediye (Gemeinde).
Der 1944 geschaffene Landkreis liegt im Osten der Provinz und grenzt im Osten an die Provinz Bartın. Interne Grenzen bilden die Kreise Kilimli und der zentrale Landkreis (Merkez) Zonguldak im Westen sowie der Kreis Gökçebey im Süden.
Der Landkreis gliedert sich in die Kreisstadt (30,6 % der Landkreisbevölkerung) und weitere fünf Belediye:
- Filyos (4943)
- Saltukova (4173)
- Karapınar (2882)
- Perşembe (2752)
- Nebioğlu (2341)

Des Weiteren gibt es 83 Dörfer (Köy) mit durchschnittlich 554 Bewohnern.
Neun Dörfer haben über 1000 Einwohner:
- Ahatlı (1627)
- Karamusa (1530)
- Kayıkçılar (1364)
- Kerimler (1353)
- Koramanlar (1313)
- Helvacılar (1270)
- Hacılar (1243)
- Dereköseler (1108)
- Muharremşah (1106 Einw.)

34 Dörfer haben mehr als der Durchschnitt (=554) Einwohner.
Der Landkreis legt mit einer Bevölkerungsdichte von 184,8 über jener der Provinz (177,0 Einw. je km²), der städtische Bevölkerungsanteil liegt bei 49,44 %.
Çaycumas Hauptarbeitgeber ist die OYKA-Papierfabrik (früher SEKA). Des Weiteren hat Çaycuma zahlreiche Gewerbegebiete. 
Seit der Eröffnung im Jahr 2007 ist der Flughafen Zonguldak-Çaycuma (etwa 9 km nördlich von Çaycuma) für den internationalen Flugverkehr geöffnet.
Am 7. April 2012 stürzte in Çaycuma eine Brücke ein, wobei ein Kleinbus in den Fluss fiel. Mindestens fünf Tote wurden geborgen.